# انگلشتادت
انگلشتادت (به آلمانی: Engelstadt) یک شهر در آلمان است که در ماینتس-بینگن واقع شده‌است. انگلشتادت  ۷۰۹ نفر جمعیت دارد.